# Gobierno de Juan Fernández
El Gobierno de Juan Fernández, fue un área administrativa integrante del Imperio español dentro de la Capitanía General de Chile, formado por el archipiélago de Juan Fernández, hoy perteneciente a la República de Chile. En 1750 fue colonizado estableciéndose un presidio al mando de un gobernador. El último gobernador español rindió las islas en 1817, permaneciendo desde entonces despobladas hasta 1877.

## Antecedentes
El archipiélago de Juan Fernández fue descubierto por el español Juan Fernández, el 22 de noviembre de 1574 (otras fuentes señalan entre 1563 y 1574) y permaneció sin ocupación efectiva española hasta 1750. Durante los siglos XVII y XVIII se convirtió en refugio de corsarios, es por eso que los españoles talaron sus árboles e introdujeron perros en 1689 para que extinguieran a las cabras introducidas previamente en las islas. El escocés Alejandro Selkirk vivió en Juan Fernández cinco años, hasta enero de 1709.

## Presidio
Una real cédula del 7 de mayo de 1749 ordenó poblar y defender el Archipiélago de Juan Fernández:

Que el Virrey del Perú tome inmediatamente posesion jurídica, y con las solemnidades necesarias, á nombre del Rey, de la Isla de Juan Fernandez, sin permitir que ningún navio
extranjero llegue, ni se repare en la expresada Isla, á cuyo fin pondrá la guarnicion correspondiente.

Lo cual fue llevado a efecto en marzo del año siguiente por el gobernador de la Capitanía General de Chile Domingo Ortiz de Rozas por orden del virrey del Perú Manso de Velasco. Se temía una ocupación de las islas por los británicos. El 11 de marzo de 1750 zarpó de Concepción, la corbeta Las Caldas con 62 soldados de una compañía del batallón fijo de Concepción, 171 colonos de ambos sexos y 22 presidiarios. Fue nombrado primer gobernador el teniente coronel Juan Navarro Santaella, jefe de la expedición.
Se construyó el Fuerte Santa Bárbara en la isla Más a Tierra (hoy llamada isla Robinson Crusoe) defendido por 6 fortines con 16 cañones artillería enviados desde el Callao, como protección contra los corsarios y estableció un presidio para enviar allí a los criminales más peligrosos condenados por las Reales Audiencias de Quito y de Santiago que fueron utilizados en trabajos forzados. Se fundó además el caserío de San Juan Bautista que contaba con una iglesia parroquial bajo la advocación de San Antonio. Al llegar a la isla los prisioneros eran liberados en la playa, más tarde el presidio recibió también presos políticos. El Terremoto de Concepción del 25 de mayo de 1751 provocó que el mar arrasara las edificaciones, que debieron ser reconstruidas. El virrey dispuso que los buques que navegaran entre Chile y el Perú recalaran en las islas para renovar las provisiones de la guarnición, sin embargo, dado que el puerto era poco operativo, sólo llegaba un barco una vez al año procedente de Lima cargado con charqui.
Entre 1750 y 1810 se sucedieron doce gobernadores relevados cada cinco años. En 1811 la junta de Gobierno de Chile envió a Manuel Santa María y Escobedo con la intención de destruir el presidio, pero al no recibir abastecimientos desde el continente, se sufrió hambre hasta 1812. Durante el directorio de Francisco de la Lastra, en marzo de 1814 se desmontó el presidio, permaneciendo en él tres soldados voluntariamente. La fragata Minerva regresó a Valparaíso el 4 de abril con 3 oficiales, 94 soldados, 62 presidiarios, 100 fusiles, 24 cañones y 3 pedreros.
A raíz de la derrota de Rancagua del 2 de octubre de 1814, los españoles recuperaron Chile. El brigadier Mariano Osorio ordenó reabrir el presidio y designó como gobernador de las islas al capitán graduado de teniente coronel de Infantería de Valdivia Anselmo Carabante, ocupó su cargo en las islas a partir de octubre. En la noche del 9 de noviembre por orden Mariano Osorio, fueron capturados 300 patriotas chilenos, 42 de ellos fueron trasladados tres días después a Valparaíso y embarcados en la corbeta Sebastiana hacia Juan Fernández a donde llegaron el 21 de noviembre y permanecieron allí 27 meses. Entre ellos estaban: José Antonio de Rojas; Juan Enrique Rosales, Manuel de Salas, Martín Calvo Encalada, Juan Egaña, Francisco Pérez, Francisco de la Lastra, Agustín Eyzaguirre, José Portales, José María Argomedo y los presbíteros Ignacio Cienfuegos y Joaquín Larrain. Pocos meses después fueron enviados patriotas de La Serena y luego un grupo de peruanos que estaban presos en el Callao. Los desterrados fueron alojados en cuevas en las rocas que rodean bahía Cumberland, hoy denominadas "Cuevas de los patriotas". La corbeta Sebastiana debía arribar con provisiones cada dos meses. El 17 de enero de 1815 Osorio nombró gobernador de Juan Fernández al capitán del Regimiento de Infantería de Talavera José Piquero, quien arribó a mediados de marzo llevando algunos nuevos prisioneros. En el retorno de este viaje regresaron al continente algunos liberados, entre ellos: Francisco Manuel de la Sotta, José Paciente de la Sotta, Diego de Lavaquí y Gerónimo Reinoso de Zelaya.
Durante 1815 y 1816 continuaron llegando prisioneros políticos a Juan Fernández. El 21 de octubre de 1816 el capitán general de Chile Francisco Casimiro Marcó del Pont nombró gobernador al capitán de Talavera Ángel del Cid.
El 24 de marzo de 1817 el inglés Raymond Harvey Morris, quien siendo teniente en el regimiento de Cazadores de los Andes fue nombrado capitán del bergantín El Águila, apresado el 26 de febrero en Valparaíso por los patriotas chilenos, fue enviado por Bernardo O’Higgins y logró la rendición del último gobernador español del presidio y al día siguiente los desterrados fueron embarcados hacia Valparaíso, a donde llegaron el 31 de marzo. Voluntariamente permanecieron en la isla un preso y dos colonos hasta 1822.